# Повіт Кавакамі (Хоккайдо)
Пові́т Кавака́мі (яп. 川上郡, かわかみぐん, МФА: [kawakamʲi guɴ]) — повіт в Японії, в окрузі Кусіро префектури Хоккайдо.